# Verteilte Anwendung
Eine verteilte Anwendung ist ein komplexes Anwendungsprogramm, das in einem verteilten System, also auf mehreren Rechnern/Prozessoren, abläuft und unter diesen Informationen austauscht. Entstehen kann eine verteilte Anwendung durch horizontale Schnitte im Softwareschichtenmodell, so dass die Aufgabe des Gesamtsystems auf einzelne Softwarekomponenten aufgeteilt wird. Zur Erfüllung der Gesamtaufgabe müssen alle Komponenten der Anwendung mitwirken und untereinander kommunizieren. Für den Client erscheint das System meist wie ein einziges (transparent). Zwischen den Komponenten existieren definierte Schnittstellen.
Verteilte Anwendungen werden u. a. für Volunteer-Computing verwendet.
Für die verteilte Verarbeitung mit mehreren Rechnern bzw. Multiprocessing gibt es Plattformen wie HPC Cluster von Microsoft.
Linuxbasierte Lösungen sind z. B. Beowulf, Cluster Knoppix bzw. deren Nachfolger OpenMosix.

## Weblink
- Youtube-Playlist mit allen Aufzeichnungen einer Vorlesung mit dem Titel „Entwicklung verteilter Anwendungen“, gehalten an der Fachhochschule Trier im Sommersemester 2013